# Statistický soubor
Statistický soubor je základní pojem popisné (deskriptivní) statistiky; je to množina všech objektů (které nazýváme statistické jednotky), které jsou předmětem určitého statistického zkoumání. Tyto objekty mají určité vlastnosti, které ve statistice nazýváme znaky. Některé znaky používáme k vymezení statistického souboru, tyto znaky nazýváme identifikační znaky. Další znaky jsou předmětem statistického zkoumání; ty nazýváme sledované (zjišťované) znaky. Počet objektů v souboru nazýváme rozsah souboru.
V případě, že není možné zkoumat (měřit, zjišťovat vlastnosti) všech objektů (celé populace neboli základního souboru), ale pouze jeho části nazývané výběrový soubor, používá se inferenční statistika.
V praxi klademe na statistický soubor určitá omezení – zpravidla pracujeme s konečnou a neprázdnou množina objektů – statistických jednotek. Ke každé statistické jednotce zjišťujeme hodnotu jednoho nebo více sledovaných znaků. Jednotlivé hodnoty znaku značíme x1, x2, …, xn, kdy znaky kvantitativní mají hodnoty vyjádřené čísly a znaky kvalitativní mají hodnoty vyjádřeny slovním popisem. Počet všech prvků statistického souboru se nazývá rozsah souboru n.

Často může znak x nabývat určitého počtu r různých hodnot, které označíme x*1, x*2, …, x*r. Pro každou možnou hodnotu x*j pak zjistíme, kolikrát se vyskytla mezi x1, x2, …, xn. Tomuto počtu nj říkáme četnost hodnoty x*j. Součet četností všech možných hodnot znaku je roven {\displaystyle \sum _{j=1}^{r}n_{j}=n}.

Počítáme-li aritmetický průměr z tabulky rozdělení četností, musíme každou hodnotu násobit její četností, tzn. použijeme vzorec {\displaystyle {\bar {x}}={\frac {1}{n}}\sum _{j=1}^{r}x_{j}^{*}n_{j}}.